# Choriantha
Choriantha (лат.) — монотипный род двудольных растений семейства Бурачниковые (Boraginaceae), включающий вид Choriantha popoviana Riedl. Выделен австрийским ботаником Харальдом Удо фон Ридлем в 1961 году.
По данным «The Flowering Plants Handbook», статус названия Choriantha окончательно не определён.

## Распространение и среда обитания
Единственный вид является эндемиком Ирака, известный с северо-запада страны.

## Общая характеристика
Choriantha — базальные представители семейства бурачниковых, сочетающие в себе черты родов Vaupelia, Maharanga и Onosma.